# Скляр Захар Андрійович
Захар Андрійович Скляр (1997—2023) — український військовослужбовець, лейтенант 79 ОДШБр, пластун.

## Життєпис
Народився 10 вересня 1997 в місті Кремінна Луганської області. В юнацьких роках короткочасно належав до «Пласту» на Луганщині .
З початком антитерористичної операції у 2014 році разом із сім'єю переїхав з Луганщини до Івано-Франківська, де у вересні 2015 року вступив до тутешнього осередку «Пласту» та став виховником гуртка «Ворони» у 27 курені імені Володимира Івасюка. Був інструктором з картографії та орієнтування. Згодом став членом третього куреня «Лісові Чорти» в кодлі «Хом'як» .
Закінчив школу № 20 в місті Івано-Франківськ. У 2015—2019 роках навчався на факультеті математики та інформатики Прикарпатського національного університету. Закінчив військову кафедру й отримав звання молодшого лейтенанта .
З березня 2018 по серпень 2019 працював в одному з веломагазинів-майстерень в Івано-Франківську.
У 2020 році переїхав до Польщі. Проживав у Любліні, де активно долучився до розвитку місцевого осередку «Пласту» та став виховником юнацького гуртка. Склав пластову присягу 1 серпня 2020 року у відкритому морі поблизу міста Хель (Польща). У липні 2021 був комендантом найбільшого на той час українського пластового табору в Польщі «Мамаєва Слобода». Навчався на факультеті управління та менеджменту Люблінської політехніки. Продовжував працювати як веломайстер та у сфері логістики.
Після повномасштабного вторгнення РФ повернувся в Україну. Долучився до лав ЗСУ, 79-та окрема десантно-штурмова бригада.
Воював на Донеччині. Лейтенант, командир взводу роти управління
Загинув під час виконання бойового завдання поблизу села Новомихайлівка Покровського району Донецької області. Похований на Алеї Героїв, кладовище села Чукалівка міста Івано-Франківська. У загиблого залишились батьки, молодший брат Арсен, дівчина .
Нагороджений Орденом Богдана Хмельницького ІІІ ступеня 